# Gospa od Škrpjela
Nostra Senyora de les Roques, o Gospa od Škrpjela pronounciat [ɡɔ̌ːspa ɔd ʃkř̩pjɛla]), és un dels dos illots de la costa de Perast a la badia de Kotor, Montenegro (l'altre és l'illa de Sveti Đorđe). És una illa artificial creada per un baluard de roques i per l'enfonsament de vaixells vells i capturats carregats de roques. L'església catòlica de Nostra Senyora de les Roques (italià: Chiesa della Madonna dello Scarpello) és l'edifici més gran de l'illot; té un museu annex. També hi ha una petita botiga de regals prop de l'església i un far de navegació a l'extrem occidental de l'illot.
Segons la llegenda, l'illot va ser construït al llarg dels segles per mariners locals que van mantenir un antic jurament després de trobar la icona de la Mare de Déu amb el Nen en una roca del mar el 22 de juliol de 1452. En tornar de cada viatge amb èxit, posaven una roca a la badia. Amb el pas del temps, l'illot va sorgir gradualment del mar. El costum de llençar pedres al mar és viu encara avui dia. Cada any, a la posta de sol del 22 de juliol, té lloc un esdeveniment anomenat fašinada en dialecte local, quan els residents locals agafen les seves barques i llencen pedres al mar, ampliant així la superfície de l'illa.
L'església va ser renovada el 1722. Conté 68 pintures de Tripo Kokolja, un famós artista barroc del segle XVII de Perast. El seu quadre més important, de deu metres de llargada, és La mort de la Mare de Déu. També hi ha pintures d'artistes italians, i una icona (vers 1452) de Nostra Senyora de les Roques, de Lovro Dobričević de Kotor. L'església també alberga una col·lecció de tauletes votives de plata i un famós tapís votiu brodat per Jacinta Kunić-Mijović de Perast. Va trigar 25 anys a acabar-lo mentre esperava que el seu estimat vingués d'un llarg viatge i, finalment, es va quedar cega. Va utilitzar fibres daurades i plata, però cosa que fa que aquest tapís sigui tan famós és el fet que també hi brodava els seus propis cabells.